# 化學科 (陸上自衛隊)
化學科為陸上自衛隊職種的一種，即化學兵。

## 概說
本部隊負責NBC武器（N:Nuclear weapon=核武器、B:Biological weapon=生物武器、C:Chemical weapon=化學武器）的感測、清除與防止特殊武器攻擊造成的傷害擴大。在東京地鐵沙林毒氣事件和東海村JCO事故等事件中備受矚目，也因應恐怖活動、游擊戰等而進行全國性化學部隊的強化。
主要的化學科部隊為。
- 中央特殊武器防護隊（大宮駐屯地）
- 各師團：過去是於各師團司令部內編制化學防護小隊（排），現在則改編為獨立部隊，隊長為三等陸佐（少校）階級。而政經中心師團編制的大隊（營）編制特殊武器防護隊，隊長則為二等陸佐（中校）。
  - 第1特殊武器防護隊（2010年3月改編自第1化學防護隊）
  - 第2化學防護隊
  - 第3特殊武器防護隊（2006年3月改編自師團司令部化學防護小隊）
  - 第4特殊武器防護隊（2009年3月改編自第4化學防護隊）
  - 第6特殊武器防護隊（2010年3月改編自化學防護隊）
  - 第7化學防護隊
  - 第8化學防護隊
  - 第9化學防護隊
  - 第10化學防護隊
- 各旅團則於旅團司令部附設化學防護隊（小隊編制）。

職種學校為陸上自衛隊化學學校（位於大宮駐屯地），其教育支援部隊為化學教導隊（亦位於大宮駐屯地）

## 外部連結
- 化学防護部隊などの活動 （页面存档备份，存于）